# Moira Lake
Moira Lake är en sjö i Kanada.   Den ligger i countyt Hastings County och provinsen Ontario, i den sydöstra delen av landet, 170 km sydväst om huvudstaden Ottawa. Moira Lake ligger 153 meter över havet. Arean är 9,0 kvadratkilometer. Den sträcker sig 4,6 kilometer i nord-sydlig riktning, och 7,3 kilometer i öst-västlig riktning.
Följande samhällen ligger vid Moira Lake:
- Madoc (2 197 invånare)

I omgivningarna runt Moira Lake växer i huvudsak blandskog. Runt Moira Lake är det glesbefolkat, med 11 invånare per kvadratkilometer.